# إعجاز خان
إعجاز خان ولد في 28 أغسطس 1975 هو ممثل سينمائي وتلفزيوني هندي.   صعد إلى الشهرة من خلال لعب الأدوار الرئيسية في مسلسلات Balaji Telefilms Kkavyanjali و Kyaa Hoga Nimmo Kaa .  ظهر في الدور القيادي لـ Raidhan Raj Katara (Mukhi) في برنامج Sony TV Yeh Moh Moh Ke Dhaagey .  في عام 2019تمت مشاهدته في سلسلة الويب المسماة Halala والتي تم عرضها لأول مرة على تطبيق Ullu  و Mayanagari-City of Dreams  والتي تم عرضها لأول مرة على Hotstar كما ظهر في بيج بوس الرابع عشر لقد غادر العرض بسبب التزامه السابق 

## فيلموغرافيا
- ملحوظة: جميع الأعمال باللغة الهندية، ما لم يُذكر خلاف ذلك.

### الأفلام الروائية
| سنة  | الألبوم                     | أغنية | مغني                         | المرجع |
| ---- | --------------------------- | --- | ---------------------------- | ------ |
| 2002 | DJ Doll - كانتا لاجا ريميكس | لينا هو لينا (ميدلي) - لينا هو لينا، يي كاهان، توم آ جايا، تشوكار، خاتوبا ريميكس                                                                            | دمية دي جي                   |        |
| 2003 | دي جي هوت ريمكس Vol.1       | كهدون تومهين | دي جي هوت                    |        |
| 2003 | رقص ماستي                   | بيا تو أب توه آجا (ميدلي) - بيا تو أب تو آجا ، دوم مارو دوم ميت جاي هوم، Haaye Re Haaye Tera Ghoongtha، Do Ghoont Mujhe Bhi Phila De، Chura Liya Hai ريميكس | آشا بهوسل ، راهول ديف بورمان |        |
| 2003 | عيسى جادو ريميكس            | هو جايا موهي بيار ريمكس | دي جي هوت                    |        |